# サウジアラビア＝アラブ首長国連邦国境

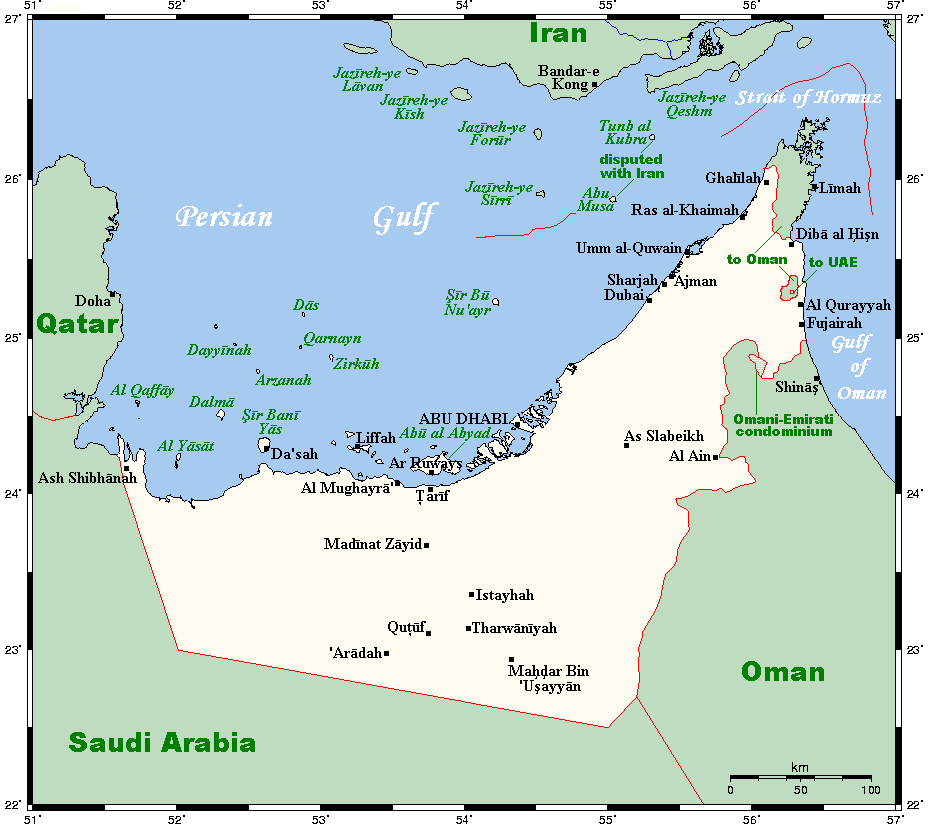
アラブ首長国連邦の地図。サウジアラビアとの国境は1974年のジッダ条約の合意を反映している。

サウジアラビア＝アラブ首長国連邦国境は、サウジアラビアとアラブ首長国連邦(UAE)との国境であり、西のペルシャ湾岸から東のオマーンとの三国国境まで、全長457キロメートルに及ぶ。
1974年8月21日にサウジアラビアのジッダで、サウジアラビア国王ファイサルとUAE大統領シャイフ・ザーイドは、両国間の国境を画定するジッダ条約に調印した。これにより、長年続いた境界紛争に終止符が打たれたが、UAE側は、条約調印前の口約束と条約の最終的な文章に違いがあり、紛争は解決していないとしている。UAEによると、交渉団に弁護士や技術者、地理学者がいなかったため、1975年になって初めてこの矛盾に気付いたという。UAEはそれ以来、サウジアラビアとの再交渉を試みている。
1974年の条約の条項は、1995年に国連に申し立てられるまで公表されなかった。UAEはこの条約に批准しなかった。

## 位置
ジッダ条約に規定される国境は、概ね4本の直線で構成されている。国境は、UAE領のラス・グメイス半島のすぐ西にあるスマイラ湾の海岸、北緯24度14分58秒、東経51度35分26秒の地点(a)から始まる。ここから真南に進み、北緯24度07分24秒、東経51度35分26秒の地点(b)に至る。ここから南東方向に進み、北緯26度56分09秒、東経52度34分52秒の地点(c)に至る。ここから東南東方向に進み、北緯22度37分41秒、東経55度08分14秒の地点(d)に至る。ここから北東方向に進み、北緯22度42分02秒、東経55度12分10秒の地点(e)に至る。地点(e)からは、(f)から(l)までの7つの地点を結んで、オマーンとの三国国境に至る。国境は全て砂漠の中であり、一部塩田を横切る。

## 歴史
歴史的に、アラビア半島南東部のこの地域には明確な国境線がなかった。19世紀、イギリスは、当時「海賊海岸」と呼ばれていたこの地域の7つの首長国と保護条約を結び、いわゆる休戦オマーン（トルーシャル・オマーン）が誕生した。アラビア半島の内陸部には、ゆるやかに組織化されたアラブ人の集団が存在し、時折首長国を形成していたが、その中でも最も有名なのが、サウード家が統治するナジュド及びハサー首長国だった。イギリスとオスマン帝国は、1913年から14年にかけて、「ブルーライン」と「バイオレットライン」と呼ばれる線で、アラビア半島の勢力範囲を分割した。
第一次世界大戦中、イギリスの支援を受けたアラブ反乱により、中東の大部分からオスマン帝国を追い出すことに成功した。その後、イブン・サウードは王国を大幅に拡大し、1932年にサウジアラビア王国を建国した。イブン・サウードは、イギリスとオスマン帝国が画定した国境線を認めず、アラビア東部の後背地の大部分の領有を主張した（いわゆる「ハムザライン」）。
1935年11月25日、イギリス政府関係者はイブン・サウードと会談し、新王国とイギリスの保護領（休戦オマーン）との間の国境線を確定しようとした。しかし、この会談は失敗に終わり、国境問題は未解決のままとなった。

### ブライミ紛争

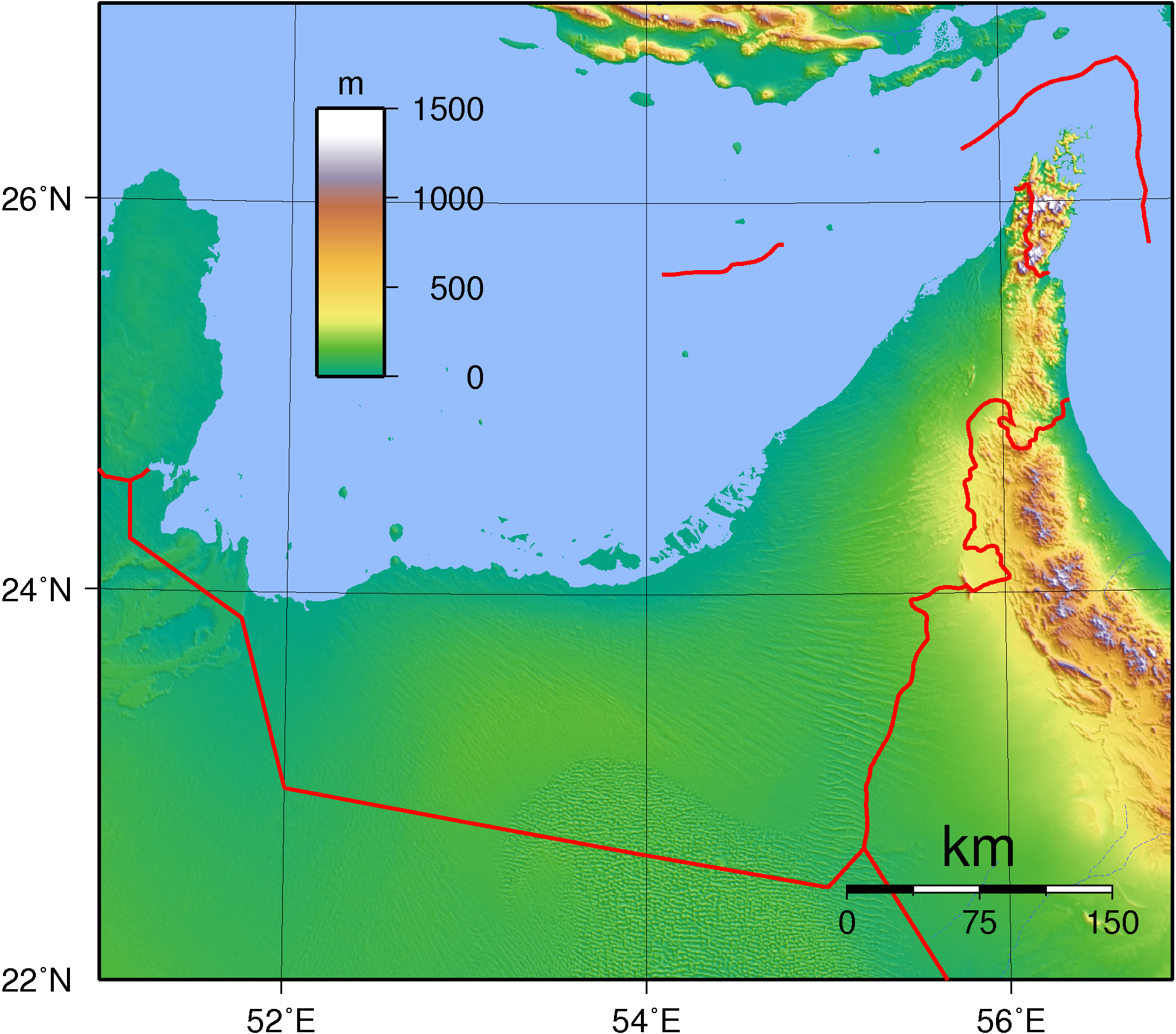
1974年以前の国境線が描かれたUAEの地図。この地図ではUAEはカタール（左上）と国境を接している。

1949年、イブン・サウードが支配するサウジアラビアと国営石油会社サウジアラムコは、油田の獲得を目指してアブダビ首長国の西部地区に侵攻した。イブン・サウードは、オマーンとの国境に位置するアブダビ東部のアル・アインとブライミの支配にも関心を持っていた。これがブライミ紛争のきっかけとなった。1952年8月31日、ラアス・タンヌーラのアミールトルキ・ビン・アブドゥラ・アル・オタイシャンが率いるサウジアラビア人衛兵約80人（うち40人は武装）がアブダビ領を横断し、オアシスにある3つのオマーン人の村のうちの1つであるハマサを占拠し、サウジアラビアの東部州の一部であると主張した。
1954年7月30日、この紛争を国際仲裁裁判に付託することが合意された。一方、サウジアラビアは、裁判の根拠となる各部族からの忠誠心の宣言を得るために、賄賂を使った工作を展開していた。
この工作は、アブダビ首長シャイフ・シャフブートの弟で、当時アル・アインのワーリーを務めていたザーイド・ビン＝スルターン・アール＝ナヒヤーンにまで及んだ。ザイードはサウジアラビアから、この地域から得られる石油収入の50%を、その後、新車と4万ルピーの提供を受けた。3度目の接触では4億ルピーが提示され、最後にサウジアラビアのアブドラ・アル・クレイシから3丁のピストルを贈呈したいとの連絡があった。
1955年、ジュネーブで仲裁手続が開始されたが、イギリス人の仲裁人のリーダー・ブラードが、サウジアラビアが裁判に影響を与えようとしていることに異議を唱え、辞任したことで破綻した。2人の判事のうち1人が辞任し、判事はもう1人のベルギー大統領のみとなった。
このような協定違反があったため、イギリス政府は1955年10月25日に停戦協定を一方的に破棄し、サウジアラビアが占拠するオアシスを奪還することを決定した。10月25日、休戦オマーン軍は速やかにオアシスを占領し、銃撃されて軽傷を負ったサウジ首長ビン・ナミ以下、サウジ軍15名全員を捕らえた。サウジ軍はRAFヴァレッタでシャールジャに向かい、そこから海路でサウジアラビアに向かった。戦闘の大半はサウジ軍の降伏後に行われ、200人ほどのベドウィン軍が召集兵軍に対し激しい抵抗を見せた。この事件の後、イギリスは1935年の「リヤドライン」を若干修正したものを今後の国境として使用することを一方的に表明した。

### アラブ首長国連邦の独立
1971年にアラブ首長国連邦(UAE)が独立宣言した後、サウジアラビアはアブダビ首長国との領土問題を理由にUAEの国家承認を保留し、アブダビを個別の首長国として扱った。1974年、サウジアラビア国王ファイサルはUAE大統領シェイク・ザーイドから、UAEの国家承認を得るためのサウジアラビアの協力を切実に求められ、国境問題をめぐる交渉の開始を要請された。ファイサル国王は、国家の非承認という戦術をアブダビ首長国に対する切り札として利用し、早期に和解をさせた。ファイサル国王は、父のサウードが国王だった時代から外務大臣としてこの問題に関わり、イギリスの高官がアブダビを代表して出席した会議が何度も失敗するのを目の当たりにしてきた。サウジ軍が敗れて強制的に排除されたブライミ紛争の処理は、同国にとっての大きな屈辱であり、復讐するべきであると感じていた。ファイサル国王は、1972年7月にターイフを訪れたUAE代表団に対し、「サウジアラビアはブライミで屈辱を受けたので、自分たちの権利を取り戻さなければならない」と語り、「父や祖父から受け継いだ財産を放棄することはない」と誓った。シェイク・ザーイドは和解に意欲的だったが、サウジアラビアの要求は、アブダビ首長国の広大な土地（いくつかの油田を含む）の併合を主張するという非現実的なものだった。
1974年8月21日、シェイク・ザーイドとファイサル国王の間で、アブダビ首長国とサウジアラビアの間の国境線を画定する合意がなされた。サウジアラビアは直ちにUAEの国家承認を宣言し、大使を派遣し、ドバイの連絡事務所を領事館に昇格させた。これにより、UAEは連合体としての地位を強化し、シェイク・ザーイドはUAE大統領としての地位を固めた。

### 国境紛争

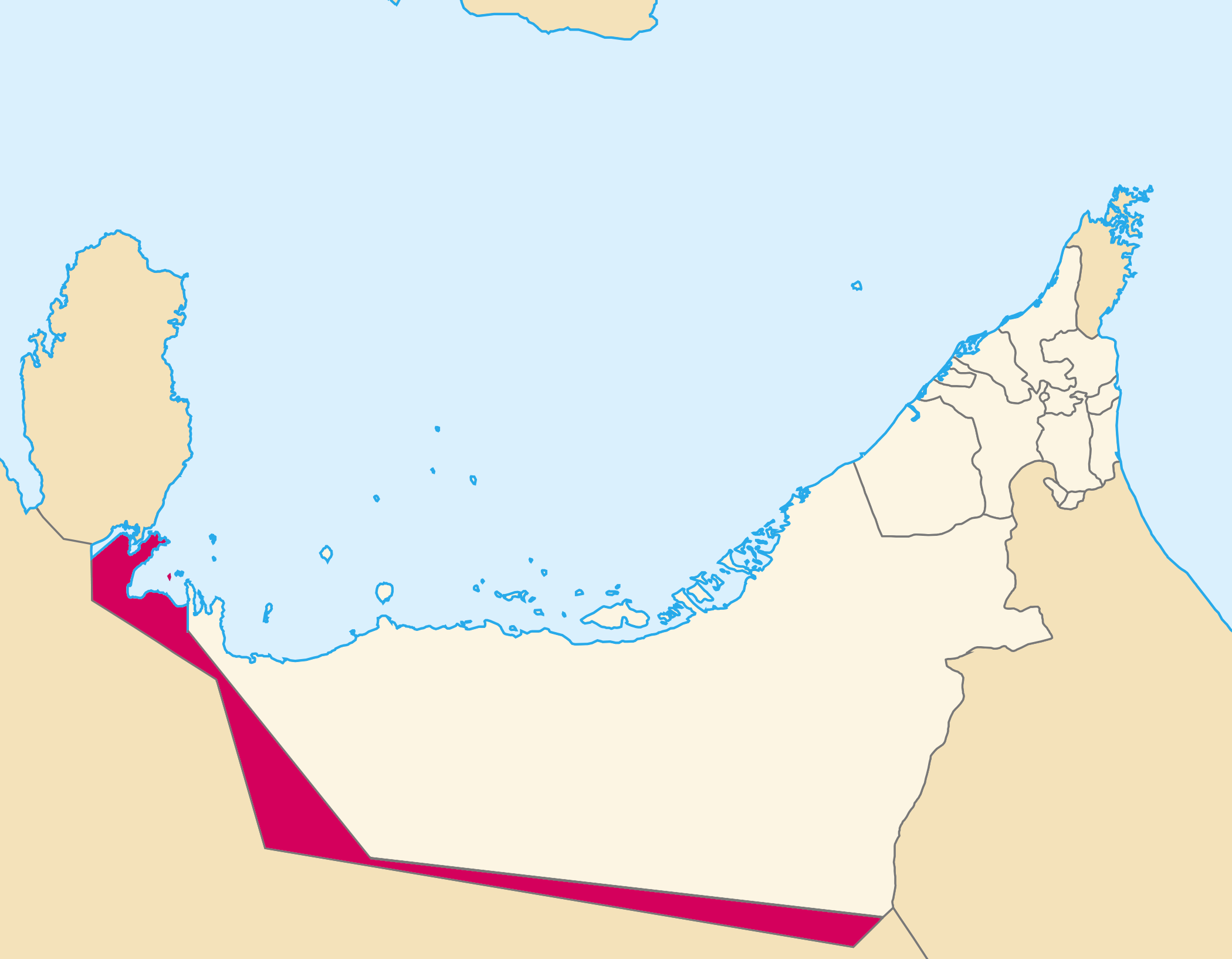
1974年のジッダ条約の締結前後の、サウジアラビアとUAEの国境の違いを示す地図。赤い部分は、ジッダ条約によりUAE領からサウジアラビア領に変更された。

1976年、カタールとUAEは両国間を結ぶ高速道路の建設に合意したが、ジッダ条約でサウジアラビア領となった場所で建設作業をしていた建設会社はサウジアラビアから妨害を受けた。さらにサウジアラビアは、UAEの国境は1976年にハーリド国王が協定を結んで確定したと主張し、UAE領の島であるラス・グマイスに港を建設するために、サウジアラビア系のアイルランドの企業に調査を依頼した。その後、サウジアラビアは1977年に別の条約でラス・グマイスの東20マイルを獲得することに成功し、シェイク・ザーイドに3450万ドルの小切手を渡した。しかし、この条約は国際的には認められなかった。作家のアンソニー・コーデスマンによれば、「サウジアラビア政府はアブダビに、湾岸のさらに20マイル東に国境を移すよう強要した」という。
1974年から1980年までの間、カタールとUAEの間にはサウジアラビアによる検問所はなく、両国の国民は1990年代までサウジアラビア政府の干渉を受けずに自由に行き来していた。1990年6月、サウジアラビアによって両国間の陸路が封鎖され、サウジアラビアはアル・シラを通じてサウジアラビア領とUAEを結ぶ新しい道路を開通させ、アブダビとカタールの国境を結ぶ道路を閉鎖した。UAE軍関係者によると、サウジアラビア政府はサウジの部族に金を払ってKhor Al Udaid付近に移転させ、彼らが昔からそこに住んでいたと主張したほか、入口付近に様々な軍事インフラを建設したという。
2004年、UAEの外務次官はアメリカ大使に対し、UAEが1974年にジッダ条約に署名したのは「不可抗力」によるものだったと述べた。同年、UAEはサウジアラビアとの国境問題を公に提起し、UAE大統領のハリーファ・ビン・ザーイド・アール・ナヒヤーンはサウジアラビアに対し修正を求めた。サウジアラビアは、ジッダ条約は、海上国境の画定について書かれた第5条を除いて、1974年に確定していると回答した。UAE政府は、ジッダ条約の条文変更をサウジアラビアが認めないことに対する不満を表明した。これは、UAEの前大統領であるシェイク・ザーイドが死去した1か月後に発表されたもので、UAEが国境問題の扱いに満足していないことを示すものである。2004年12月にリヤドを訪れたハリーファ大統領がこの問題を提起したが、解決には至らなかった。
2005年には、国境紛争の再燃が懸念された。この年、ハリーファ大統領がカタールを訪問した際に、ドーハとアブダビを結ぶ土手道のプロジェクトが発表されたが、サウジアラビアは、両国の海上国境が明確でないにもかかわらず、この道がサウジアラビアの領海を通過していると抗議した。UAEの外務次官は「サウジの海によってカタールと引き離されることは望んでいない」と述べ、アブダビとカタールを結ぶためには土手道の計画が唯一の希望であることを示唆していた。また、2004年にはUAEとカタールが共同で、カタールがUAEとオマーンにガスを供給するドルフィン・ガス・プロジェクトの協定を結んだ。2006年7月、サウジアラビア政府は、このプロジェクトによるパイプラインがサウジアラビアの主張する領海を通過すると主張して抗議した。UAEは2006年にこの紛争を公に再開し、失われた領土があると主張した。

## ジッダ条約
ジッダ条約では、サウジアラビアに対し、カタールの東側にペルシャ湾への出口となるホール・アル・ウダイドから東25キロメートルの回廊地帯を認めた。その見返りとして、UAEはアル・アインを含むアル・ブライミー地域の6つの村とアル・ザフラ砂漠の大部分を保持することになった。アル・アイン/アル・ブライミーのオアシス地域は9つのオアシスからなるが、その内アル・アイン、アル・ジャヘリ、アル・カタラー、アル・ムワイジ、アル・ヒル、アル・マスディ、アル・ムタレドの7つは現在アブダビの支配下にあり、残りの3つ、ハマサ、サアラ、ブライミは現在オマーンに属している。第3条では、「シェイバー・ザララ地区の全ての炭化水素はサウジアラビア王国に帰属するものとみなす」とし、サウジアラビアが同地区全体を探査・開発することを定めていた。第4条では、サウジアラビアとUAEが「それぞれ、相手国の領土内に主に存在する炭化水素田が及ぶ領土の一部で、炭化水素の開発に従事せず、許可しないことを約束する」と規定した。

### 論点となった条文
1992年、UAEはジッダ条約の条文、特にアブダビ領内にあるザララの20%の土地についての再交渉を希望した。サウジアラビアは1995年に初めて条約の内容を公開し、条約の第3条によりシェイバ油田はサウジアラビアに帰属し、共同開発は行わないと規定されていることを明らかにした。1999年3月に行われたシェイバー油田の落成式には、湾岸協力会議(GCC)各国の石油大臣が参加する中でUAEの石油大臣が出席しなかったが、これはUAEがジッダ条約の条文に長年不満を持っていることを示すためだった。サウジアラビア関係者によると、UAEのザイード大統領の長男のムハンマド・ビン・ザーイド・アール・ナヒヤーンは、2011年3月と4月にサウジアラビアを訪問し、アブダビ領内にあるザララ油田の20%の土地についての和解の希望の意思を伝えた。2011年8月15日、とあるUAE外交官が、UAEはジッダ条約の変更を希望し、主に第3条を変更して、ザララ/シェイバー油田で石油の共有を可能にすることを望んでいると述べたと報じられた。ザーイド大統領は1974年8月、UAEとサウジアラビアが石油を共有することで合意していると信じていたが、条約の条項にはこのことが含まれていなかった。
UAEはまた、「両当事者は、サウジアラビア王国の領土とアラブ首長国連邦の領土との間の海上の国境を可能な限り早く画定する」とした条約の第5条に対しても主張した。UAEによれば、この条項は、1969年のアブダビとカタールの領土協定や、2004年のUAE-カタールのドルフィン・パイプライン協定と矛盾する部分があるため、解決できないという。
UAEは最後に、国際企業が現在の両国の境界を反映した公式地図を作成することを定めた条約の第6条に真っ向から反対した。UAEは、ジッダ条約に準拠していない古い地図を使い続け、2009年までホール・アル・ウダイドとザララ油田の位置をUAE領としていた。2009年8月には、UAE国民がサウジアラビアに入国しようとしたとき、保持していた身分証明書に描かれた地図が旧版のものであることから、国境で追い帰されるという問題が発生した。
ワシントン近東政策研究所は、1974年のジッダ条約は、国際法上の有効性に疑問があるとしている。この条約は、それを有効にするための重要なステップである、UAEの連邦国民評議会（立法府）による公表や批准がなされていないためである。また、この条約によりUAEとの国境がなくなることになるカタールは、交渉に参加していない。